# Consiglio supremo delle forze armate
Il Consiglio Supremo delle forze armate, CSFA (in arabo المجلس الأعلى للقوات المسلحة‎?, al-Majlis al-Aʿlā li-l-quwwāt al-musallaḥa), è un'istituzione egiziana che si riunisce nei casi di gravi crisi e che ha assunto ogni potere in occasione della Rivoluzione egiziana del 2011.
Il Consiglio Supremo non si è riunito solo nel 1967, in occasione della Guerra dei Sei Giorni, o nel 1973, in concomitanza con la guerra del Ramadan (o del Kippur), ma v'è notizia di altre sue sessioni di lavoro (annuali e protocollari). In occasione della Rivoluzione egiziana del 2011, i membri del CSFA sono apparsi per la prima volta il 10 febbraio 2011.
I suoi componenti sarebbero una ventina, fra cui il Comandante generale delle forze armate e Capo di Stato Maggiore e i responsabili dei Corpi d'Armata. Il consiglio è stato presieduto dal 2011 al 2012 dal Feldmaresciallo Moḥammed Ḥoseyn Ṭanṭāwī, ministro della Difesa di Hosni Mubarak. Dal gennaio 2014 è presieduto dal Colonnello generale Sidqi Subhi come Comandante generale delle forze armate e come Capo di Stato Maggiore dal tenente generale Mahmud Hegazi.
Il Consiglio supremo delle forze armate ha emesso nel 2011 numerosi comunicati, il primo dei quali il giovedì 10 febbraio. Col suo terzo Comunicato, il CSFA prendeva atto delle dimissioni di Mubarak e deliberava di assumere il potere. Il quarto Comunicato del 12 febbraio prometteva una «transizione pacifica» e che l'Egitto «resterà impegnato nei confronti di qualsiasi accordo regionale e internazionale». Il 13 febbraio, con un proclama firmato dal Feldmaresciallo Tantawi, esso sospendeva la Costituzione e scioglieva il Parlamento, domandava al governo di gestire gli affari correnti e annunciava prossime elezioni.
Il 17 giugno 2012, il CSFA ha pubblicato una dichiarazione costituzionale con la quale l'esercito si è arrogato il potere legislativo ma che è stato contrastato dal neoeletto presidente Mohamed Morsi.
Il 12 agosto 2012, il presidente Mohamed Morsi ha annunciato il pensionamento del Feldmaresciallo Tantawi e la sua sostituzione con il generale Abdel Fattah al-Sisi; la dichiarazione costituzionale del CSFA del 17 giugno viene cancellata.
Di fronte al movimento di protesta, Morsi è stato rimosso dalla carica dal Colpo di Stato in Egitto del 2013 messo in atto dal generale al-Sisi, il quale sospende la Costituzione e nomina presidente ad interim il giudice Adli Mansur; il 27 gennaio 2014, il CSFA autorizza il generale al-Sisi a candidarsi nelle imminenti elezioni presidenziali, in cui l'ex ministro della Difesa riporta una vittoria plebiscitaria.

## Fonti
- Le Figaro, 14 febbraio 2011
- (EN) Sito ufficiale del Consiglio supremo delle forze armate, su sis.gov.eg.
- (EN) I comunicati del Consiglio supremo sul suo sito ufficiale, su sis.gov.eg.
- Comunicato n° 1: vedere (FR)[collegamento interrotto]
- Comunicato n° 2: vedere (FR)[collegamento interrotto]
- Comunicato n° 3: vedere (FR)  12 febbraio 2011
- Comunicato n° 4: vedere (EN)  12 febbraio 2011
- Proclama costituzionale: vedere (EN)  13 febbraio 2011
- Comunicato del 14 febbraio: vedere (EN)  14 febbraio 2011